# Blossom Rock
Edith Marie Blossom MacDonald (Filadélfia, 21 de agosto de 1895 - Los Angeles, 14 de janeiro de 1978), também conhecida como Blossom Rock, foi uma atriz americana de vaudeville, teatro, cinema e televisão. Durante sua carreira, ela também foi anunciada como Marie Blake ou Blossom MacDonald. Sua irmã mais nova era a atriz e cantora Jeanette MacDonald. Rock é provavelmente mais conhecida por seu papel como " Vovó " na comédia macabra dos anos 1960, The Addams Family.

## Morte
Ela faleceu em 14 de janeiro de 1978, em Los Angeles, Califórnia, aos 82 anos. Seu túmulo está localizado no Forest Lawn Memorial Park em Glendale.

## Filmografia selecionada
- My Dear Miss Aldrich (1937)
- Thoroughbreds Don't Cry (1937)
- Mannequin (1937) como Mrs. Schwartz (sem créditos)
- Love Is a Headache (1938) como Hillier's Secretary (sem créditos)
- Woman Against Woman (1938) como Miss Van Horn — Ellen's New Nursemaid (sem créditos)
- Love Finds Andy Hardy (1938) como Augusta
- Rich Man, Poor Girl (1938) como Mrs. Gussler
- Three Loves Has Nancy (1938) como Second Woman Getting Autograph (sem créditos)
- Vacation from Love (1938) como Bill's Receptionist (sem créditos)
- Young Dr. Kildare (1938) como Miss Sally Green (sem créditos)
- Dramatic School (1938) como Annette
- The Ice Follies of 1939 (1939) como Effie Lane — Tolliver's Secretary (sem créditos)
- Blind Alley (1939) como Harriet
- Calling Dr. Kildare (1939) como Sally
- The Women (1939) como Stockroom Girl (sem créditos)
- The Secret of Dr. Kildare (1939) como Sally
- Day-Time Wife (1939) (sem créditos)
- A Child Is Born (1939) como Ethel (sem créditos)
- Judge Hardy and Son (1939) como Augusta McBride
- The Man Who Wouldn't Talk (1940) como (sem créditos)
- Dr. Kildare's Strange Case (1940) como Sally
- Sailor's Lady (1940) como Beauty Operator (sem créditos)
- They Drive by Night (1940) como Waitress (sem créditos)
- Dr. Kildare Goes Home (1940) como Sally
- They Knew What They Wanted (1940) como Waitress (sem créditos)
- Li'l Abner (1940) como Miss Lulubell
- Gallant Sons (1940) (sem créditos)
- Dr. Kildare's Crisis (1940) como Sally
- Jennie (1940) como Minor Role
- You're the One (1941)
- Here Comes Happiness (1941) como Clara
- The People vs. Dr. Kildare (1941) como Sally
- Caught in the Draft (1941) (sem créditos)
- Dr. Kildare's Wedding Day (1941) como Sally
- Remember the Day (1941) como Miss Cartwright
- Blue, White and Perfect (1942) como Ethel
- Dr. Kildare's Victory (1942) como Sally
- The Wife Takes a Flyer (1942) como Frieda (sem créditos)
- A Desperate Chance for Ellery Queen (1942) como Motel Landlady (sem créditos)
- Small Town Deb (1942)
- Calling Dr. Gillespie (1942) como Sally
- Give Out, Sisters (1942) como Biandina Waverly
- I Married a Witch (1942) como Purity Sykes (sem créditos)
- Dr. Gillespie's New Assistant (1942) como Sally
- Good Morning, Judge (1943) como Nicky Clark
- Dr. Gillespie's Criminal Case (1943) como Sally
- All by Myself (1943) como Miss Ryan (sem créditos)
- Campus Rhythm (1943) como Susie Smith
- Whispering Footsteps (1943) como Sally Lukens
- Make Your Own Bed (1944) (sem créditos)
- South of Dixie (1944) como Ruby
- Sensations of 1945 (1944) como Miss Grear (sem créditos)
- Gildersleeve's Ghost (1944) como Harriet Morgan
- The Unwritten Code (1944) como Nurse (sem créditos)
- Roughly Speaking (1945) (sem créditos)
- Keep Your Powder Dry (1945)(sem créditos)
- Between Two Women (1945) como Sally
- Pillow to Post (1945)
- Christmas in Connecticut (1945) como Mrs. Wright (sem créditos)
- Abbott and Costello in Hollywood (1945) (sem créditos)
- Gentleman Joe Palooka (1946) como Maid
- Fun on a Weekend (1947) (sem créditos)
- Dark Delusion (1947) como Sally
- Christmas Eve (1947) como Repórter (sem créditos)
- Mourning Becomes Electra (1947) como Minnie Ames
- The Gangster (1947) (sem créditos)
- An Innocent Affair (1948) como Hilda
- The Girl from Manhattan (1948) (sem créditos)
- The Snake Pit (1948) (sem créditos)
- Bad Boy (1949) como Miss Worth (sem créditos)
- Alimony (1949) como Mrs. Nesbitt
- Angels in Disguise (1949) como Millie (sem créditos)
- Chicago Deadline (1949) (sem créditos)
- Sons of New Mexico (1949) como Hannah Dobbs
- Paid in Full (1950) (sem créditos)
- A Woman of Distinction (1950) (sem créditos)
- Joe Palooka in the Squared Circle (1950) como Prunella (sem créditos)
- Love Nest (1951) como Mrs. Quigg (sem créditos)
- F.B.I. Girl (1951) como Landlady
- Gobs and Gals (1952)
- The Star (1952) como Annie (sem créditos)
- Small Town Girl (1953) (sem créditos)
- Phantom of the Rue Morgue (1954) como Marie (sem créditos)
- The Human Jungle (1954) como Mrs. Ashton (sem créditos)
- Hilda Crane (1956) como Clara
- The Desperados Are in Town (1956) como Mrs. Green (sem créditos)
- She Devil (1957) como Hannah — the Housekeeper
- The Way to the Gold (1957) como Mrs. Lattimer
- From the Terrace (1960) como Nellie (sem créditos)
- Swingin' Along (1961) (sem créditos)
- Snow White and the Three Stooges (1961) (sem créditos)
- The Second Time Around (1961) como Mrs. Vera Collins
- The New Phil Silvers Show (1964, Série de TV, episódio "How to Succeed in Business Without Crying")
- The Best Man (1964)
- The Addams Family (1964–1966, Série de TV)